# جون بيكر (مدرب كرة سلة)
جون بيكر (بالإنجليزية: John Becker)‏ هو مدرب كرة سلة أمريكي، ولد في 16 أبريل 1968 في فيرفيلد في الولايات المتحدة.